# اچ‌دی ۱
اچ‌دی ۱ یک ستاره است که در صورت فلکی قیفاووس قرار دارد.